# Franco Orgera
Franco Orgera (Napoli, 13 gennaio 1908 – 9 dicembre 1979) è stato un pentatleta italiano.

## Biografia
Nato nel 1908, a 28 anni partecipò ai Giochi olimpici di Berlino 1936, terminando 22º nell'individuale con 109.5 punti (10'2"9 e 6 penalità nell'equitazione, 23.5 punti nella scherma, 175 punti nel tiro a segno, 5'15"4 nel nuoto e 15'27"8 nella corsa).